# Costante di velocità
La costante di velocità, costante cinetica o costante specifica di velocità è un parametro utilizzato per descrivere e quantificare la cinetica di una reazione chimica.
La velocità di una reazione chimica misura la quantità di materia che si consuma o si produce nel tempo per effetto di una reazione chimica; tale quantità di materia può essere espressa sia in unità massiche (ad esempio in chilogrammi) sia in unità molari (cioè in moli).

La velocità di una reazione dipende in generale dalle concentrazioni (volumiche per reazioni che coinvolgono la totalità di una fase o superficiale per reazioni di superficie) delle sostanze coinvolte nel processo chimico, dalla temperatura e dall'energia di attivazione intrinseca della reazione stessa. La costante cinetica lega la velocità di reazione alle concentrazioni, e a sua volta può essere posta in relazione a temperatura ed energia di attivazione della reazione attraverso l'equazione di Arrhenius.
Ogni reazione chimica avviene seguendo un ben preciso meccanismo di reazione: le reazioni la cui velocità dipende solo dalla costante cinetica e dalla concentrazione di un reagente si dicono di primo ordine, quelle la cui velocità dipende dalla costante cinetica e dal quadrato della concentrazione di un reagente, o dal prodotto delle concentrazioni di due reagenti si dicono del secondo ordine e così via, cioè l'ordine di reazione coincide con la somma degli esponenti cui elevare le concentrazioni; nell'ordine "0" per esempio la velocità non dipende dalla concentrazione dei reagenti. In ogni caso tutti i meccanismi si esprimono mediante equazioni che dipendono in vario modo dalle costanti di velocità. Gli ordini di reazioni sono dati trovabili solo in modo sperimentale.

## Dimensioni della costante di velocità
Quando l'espressione cinetica per una reazione chimica omogenea è scritta nella forma:
rA = kCAaCBb...CDd
in cui l'ordine di reazione è pari a:
n = a + b + ... + d
le dimensioni della costante cinetica k per una reazione di ordine n sono:
```
(tempo)
−1
(concentrazione)
1-
n
```

che per una reazione del primo ordine diviene semplicemente:
```
(tempo)
−1
```

Grandezza della costante: (L/mol)^(n-1)*s^-1